# Fonts baptismaux de Bougival
Les fonts baptismaux de l'église Notre-Dame à Bougival, une commune du département des Yvelines dans la région Île-de-France en France, sont créés au XIIIe siècle. Les fonts baptismaux en calcaire sont classés monuments historiques au titre d'objet le 20 juin 1905.
De forme ovale, ces fonts comportent un intérieur en zinc compartimenté en deux parties. L'eau bénite servant au baptême s'évacue directement dans le sol.